# Pamparato
Pamparato ist eine Gemeinde in der italienischen Provinz Cuneo (CN), Region Piemont.

## Lage und Einwohner
Pamparato liegt 65 Straßenkilometer südöstlich von der Provinzhauptstadt Cuneo entfernt. Das Gemeindegebiet umfasst eine Fläche von 34,51 km² und hat 252 Einwohner (Stand 31. Dezember 2023). Die Gemeinde Pamparato besteht neben dem Hauptort auch aus den Weilern Serra, Valcasotto, Arotte, Surie und Tagliate.
Die Nachbargemeinden sind Garessio, Monasterolo Casotto, Roburent, Torre Mondovì und Viola.

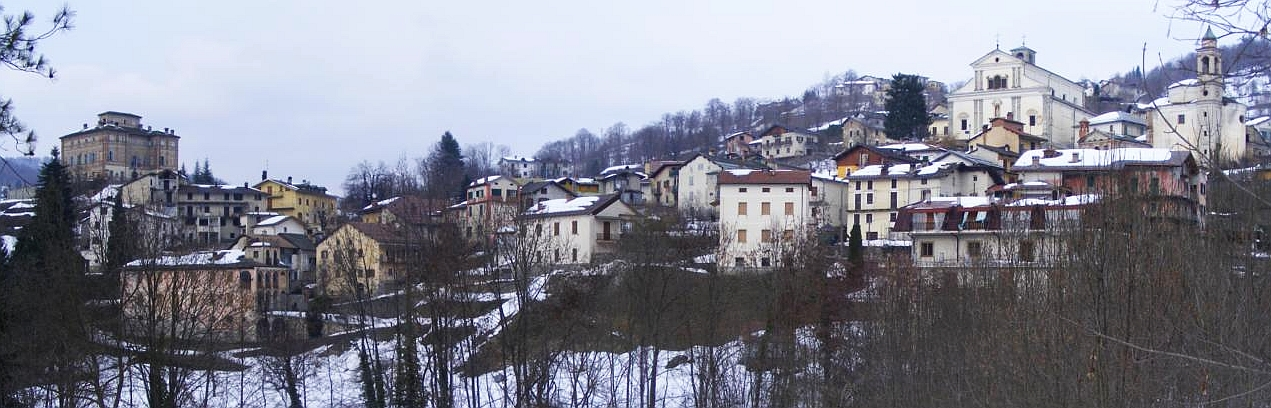
Panorama

## Geschichte
Der Ortsname, der 1202 als „Panis paratus“ bezeugt wurde, findet seine Rechtfertigung in der Qualität des Bodens, der besonders fruchtbar und produktiv ist, so dass das Brot „paratus“, also „fertig“, ohne besonderen Aufwand gefunden werden kann. Die ersten sicheren Nachrichten über die Existenz des Dorfes stammen aus dem Jahr 901, dem Jahr, in dem der Bischof von Asti von Kaiser Ludovico III. ein Stück Land in der Gegend von Pamparate geschenkt erhielt. Es war ein Besitz der Markgrafschaft von Ceva. 1214 wurde es vom Marquis Guglielmo an den Bischof von Asti abgetreten und blieb bis 1768 unter der Gerichtsbarkeit der Diözese Asti.
Zwischen dem 14. und 15. Jahrhundert ging die Gerichtsbarkeit zunächst an die Familie Anjou, dann an die Familie Visconti und schließlich an die Familie Anjou über die Familie Orleans. Im Jahr 1391 erhielt es eigene Statuten. Ab 1531, als Karl II. von Savoyen von Kaiser Karl V. die Herrschaft Asti und die Markgrafschaft Ceva erhielt, unterstand es der Gerichtsbarkeit verschiedener Familien, bis es an die Corderos von Mondovì und Roburent gelangte, die es bis 1797 besaßen, d. h. bis zur Abschaffung der Feudaltitel. Später war es eng mit den Ereignissen des Hauses Savoyen, mit denen der nationalen Einheit und im Zweiten Weltkrieg mit der Résistance verbunden.
Aus historisch-architektonischer Sicht sind folgende hervorzuheben: Die um 1648 erbaute Pfarrkirche San Biagio, die einen prächtigen Hochaltar im genuesischen Barockstil aus raffiniertem polychromem Marmor bewahrt; das Oratorium von Sant’Antonio im piemontesischen Barockstil; die Kapelle San Bernardo, erbaut um das 11. Jahrhundert; das Heiligtum der Heiligen Jungfrau der Gnaden und San Pietro, erbaut im 17. Jahrhundert; das Schloss der Marquis von Cordero aus dem 18. Jahrhundert; die Molino-Brücke aus der Römerzeit; schließlich sind die anderen Kirchen über das ganze Gebiet verstreut.

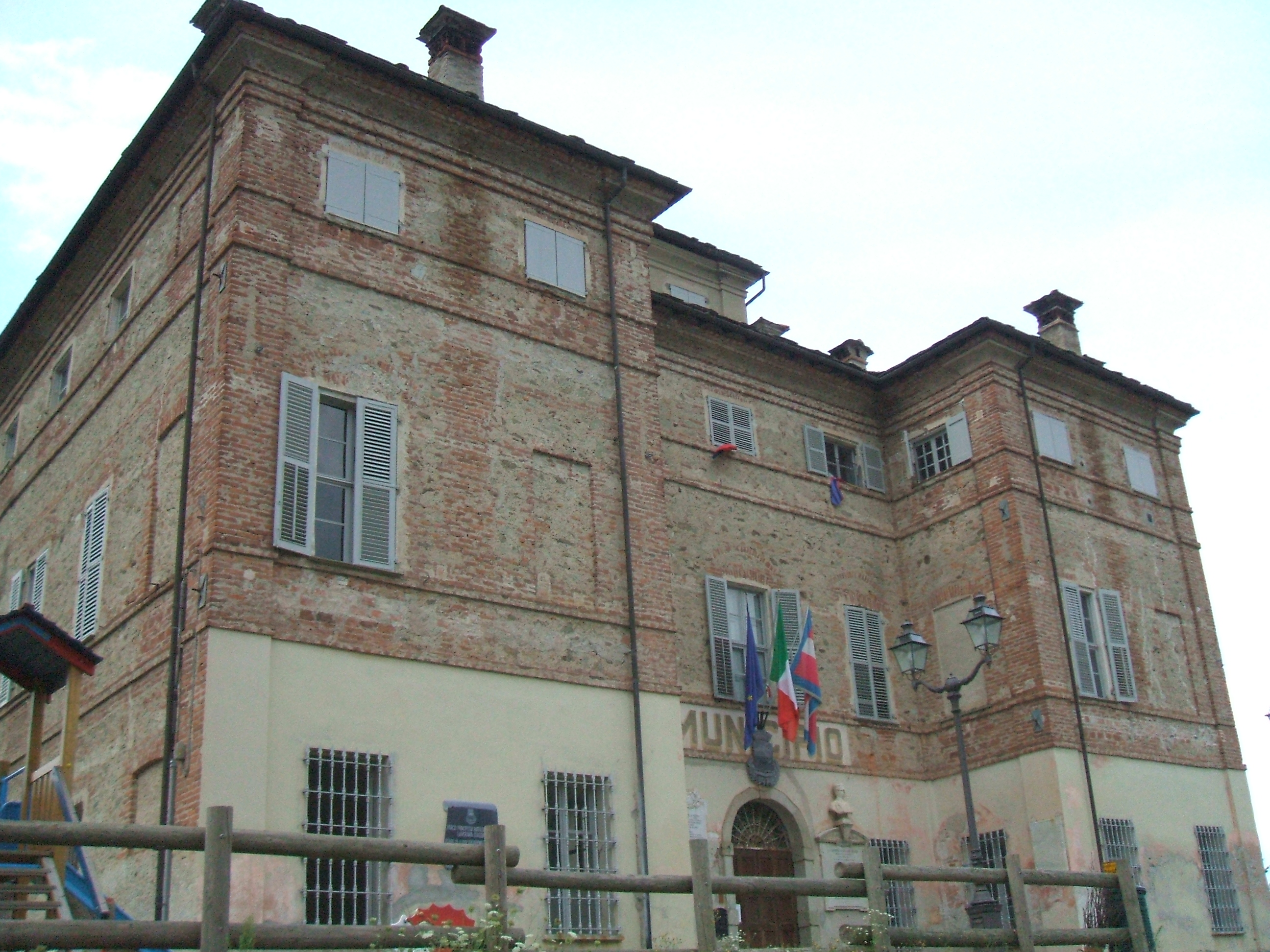
Das Kastell, heute Gemeindeverwaltung